# Filopojmen z Megalopolis
Filopojmen z Megalopolis (ur. 253, zm. 183 p.n.e. lub 184 p.n.e.) – strateg i przywódca Związku Achajskiego.
Po wypędzeniu z ojczyzny przez Kleomenesa III stanął na czele buntu i wspomagany przez króla Macedonii Antygonosa III pokonał Kleomenesa w bitwie pod Sellazją (222 p.n.e.). Następnie służył na Krecie, po powrocie z której został wybrany strategiem Megalopolis, a w 209 p.n.e. – przywódcą Związku Achajskiego. W 207 p.n.e. wsławił się zwycięstwem nad Spartą w bitwie pod Mantineją (207 p.n.e.). W 192 p.n.e. zaproponował Sparcie przyłączenie się do Związku Achajskiego, obiecując jej pełną autonomię w zakresie spraw wewnętrznych. Zmarł otruty przez Meseńczyków.